# Biserica „Sfântul Nicolae” din Oxentea
Biserica „Sfântul Ierarh Nicolae” cu monumente funerare este o biserică amplasată în Oxentea, raionul Dubăsari, Republica Moldova. Este un monument arhitectural de importanță națională inclus în Registrul monumentelor Republicii Moldova ocrotite de stat cu nr. 439 (raionul Dubăsari). Ansamblul datează din sec. al XIX-lea–al XX-lea, iar biserica propriu-zisă din 1890.